# Горлач Андрій Андрійович
Андрі́й Андрі́йович Го́рлач (1898, Монастирище, Ніжинський повіт Чернігівської губернії — 1976, Біла Церква) — український вчений-агроном та селекціонер, доктор сільськогосподарських наук (1961), професор (1967).

## З життєпису
1922 закінчив Київський сільськогосподарський інститут, від того часу й до 1976-го працював на Білоцерківській дослідно-селекційній станції ВНДІ цукрових буряків. Протягом 1928—1941 років — завідувач відділу селекції зернових культур, в 1941-1944-х — науковий співробітник відділу зернових культур Бійської дослідно-селекційної станції, куди був доставлений за рознарядкою НКВД СССР. З 1944 та по 1976 рік — знову завідувач відділу селекції зернових культур Білоцерківської дослідно-селекційної станції.
В 1951—1954, 1964 та 1967—1969 роках — завідувач кафафедри селекції та насінництва Білоцерківського сільськогосподарського інституту.
Займався розробкою методів створення сортів озимої пшениці, котрі були б стійкими проти хвороб та шкідників. Серед інших вивів сорти Лісостепка 74 (співавтор Володимир Лебедєв), 75 і Білоцерківська 29, 198.

### Серед робіт
- «Селекція озимої пшениці на Білоцерківській дослідно-селекційній станції», 1958
- «Методи гібридизації в селекції та насінництві озимої пшениці», 1962
- «Озима пшениця Білоцерківськеа 198», 1964
- «Селекція озимої пшениці на зимостійкість у Лісостепу УРСР», 1968
- «Селекція озимої пшениці», 1969
- «Селекція озимої пшениці в Лісостепу УРСР на стійкість проти бурої іржі», 1973